# Mertcan Solkol
Mertcan Solkol (Uşak, 5 febbraio 1996) è un cestista turco.

## Palmarès
- Campionato turco: 1

Pınar Karşıyaka: 2014-15